# はしもとてつじ
はしもと てつじ（本名：橋本哲嗣、1949年 - 2000年）は、日本の漫画家。福岡県福岡市出身。

## 来歴
福岡県立福岡高等学校卒業後に上京。1971年に漫画サンデーでデビューするが、真崎守と長谷川法世（高校の先輩でもある）のアシスタントを経た後、1978年頃に独立して本格的な創作活動に入る。

## 単行本リスト
- あした天気になアれ（久保書店、1979年）
- いらっしゃい青春（久保書店、1980年）
- すきですとすれちがい（久保書店、1980年）
- いつも君がいた（秋田書店、1980年～、全3巻）
- YOUNG ONE（朝日ソノラマ、1981年）
- 事件・文化祭（久保書店、1982年）
- あいつとオレ（秋田書店、1982年、全3巻）
- ミルキー・ウェイ（久保書店、1983年）
- 俺ン家通信（秋田書店、1983年～1984年、全4巻）
- どうてい（日本文華社、1985年～1986年、全2巻）
- 恋の特効薬（日本文華社、1986年、全2巻）
- あせってシャワー気分（日本文華社、1986年）
- 狐・すみだ川（永井荷風原作）（ぎょうせい、1992年）

## 師匠
- 真崎守
- 長谷川法世